# Shrirangapattana
Shrirangapattana (o Srirangapatna, Srirangapatnam, e anglicizzato in Seringapatam) è una città dell'India di 23.448 abitanti, situata nel distretto di Mandya, nello stato federato del Karnataka. In base al numero di abitanti la città rientra nella classe III (da 20.000 a 49.999 persone).

## Storia
Nel 1799 la città venne attaccata dalle truppe britanniche. La presa delle mura venne guidata dal generale George Harris, che seguì le due squadre di disperati comandate dal sergente Grahm. Il sultano Fateh Ali Tipu morì combattendo durante la presa della città. Il suo cadavere venne depredato probabilmente da un soldato del 12°. La seconda ondata inglese venne comandata dal futuro Duca di Wellington, che con le sue truppe circondò il palazzo del sultano per evitare eventuali razzie inglesi.

## Geografia fisica
La città è situata a 12° 24' 49 N e 76° 42' 15 E e ha un'altitudine di 678 m s.l.m..

## Società

### Evoluzione demografica
Al censimento del 2001 la popolazione di Shrirangapattana assommava a 23.448 persone, delle quali 11.944 maschi e 11.504 femmine. I bambini di età inferiore o uguale ai sei anni assommavano a 2.298, dei quali 1.193 maschi e 1.105 femmine. Infine, coloro che erano in grado di saper almeno leggere e scrivere erano 16.033, dei quali 8.793 maschi e 7.240 femmine.